# Basal kroppskännedom
Basal kroppskännedom är en arbetsform inom fysioterapi som integrerar västerländsk rörelsetradition och biomedicinsk kunskap med den österländska rörelsetraditionen tai-chi och zen-meditation.
Metoden utvecklades ursprungligen i Frankrike. I första hand av mimartisten Jacques Dropsy. Traditionen har förts vidare från Frankrike till Sverige av bland annat sjukgymnasten DR. med vet Gertrud Roxendal. I Sverige ges utbildningar i basal kroppskännedom i fem steg av Institutet för basal kroppskännedom. Gertrud Roxendals bok "Levande människa - Basal Kroppskännedom för rörelse och vila” är en av de grundläggande källorna på svenska för den som vill skaffa kunskap om metoden.
Träningen ska leda till ökat kroppsmedvetande och ge en balanserad hållning, ett avspänt och välkoordinerat rörelsemönster samt en naturlig integration mellan andning och rörelse. Träningen är tänkt att stimulera till reflektion över invanda mönster och att ge övning i mental närvaro. Genom fördjupad erfarenhet av övningarna stimuleras den egna viljan till förändring och möjligheterna att upptäcka de egna kroppsliga och mentala resurserna. 
Sjukgymnasten/fysioterapeutens främsta uppgift är att stimulera intresse och vara en guide för individen på hennes/hans ”upptäckts - och utvecklingsresa”. Vägledningen sker genom att fysioterapeuten visar rörelserna och beskriver dem verbalt och med lämpliga metaforer samt anpassar sitt förhållningssätt, som språk och röst, till individens behov och guidar både med ord och med händer.
För vem passar metoden?
Behandlingsmetoden Basal Kroppskännedom (BK) används idag inom ett flertal områden. Det finns numera flera doktorsavhandlingar och andra vetenskapliga studier som visar att metoden har god effekt vid exempelvis långvarig smärta, stressrelaterade besvär och olika psykiska symtom som ångest, oro och nedstämdhet. Numer rekommenderar Socialstyrelsen även basal kroppskännedom som kompletterande behandling till Traumafokuserad KBT vid PTSD och komplex PTSD.
BK kan även användas i förebyggande syfte exempelvis som arbetsteknikträning eller som återhämtning vid stress. Övandet i Basal Kroppskännedom kan också nyttjas såväl som förberedelse inför en aktivitet eller sport, som till att förbättra förmågan inom ett specifikt intresseområde, som sång, golf, ridning.
Metoden passar således för ett stort antal människor med olika förutsättningar och behov, oavsett om målet är att återställa, bibehålla eller förbättra god hälsa. En viktig faktor för att uppnå effekt av behandlingen är deltagarens egen motivation till att ta del av och genomföra själva övningsformen. I BK betonas själva övandet som en väg till fortsatt utveckling.